# Merotomia
Realizada pela primeira vez por Balbiani, é uma experiência que permite avaliar o quanto o núcleo da célula é importante para sua manutenção. Uma ameba é seccionada em duas partes, uma com núcleo e outra sem ele. O pedaço nucleado (com núcleo) vive normalmente após a divisão, enquanto o anucleado (sem núcleo) morre 20 dias depois. Se pouco tempo depois o pedaço anucleado recebe o núcleo de outra ameba, ele passa a alimentar-se novamente, locomover-se e reproduzir-se. Ele utilizou a ameba porque é uma célula viva que contém o material necessário que Balbiani precisava para o seu experimento, e quando cortada é possível separá-la do núcleo.